# Melanie Booth
Pour les articles homonymes, voir Booth.
Melanie Lynn Booth, née le 24 août 1984 à Burlington, est une joueuse de soccer canadienne.
Elle a notamment été joueuse au sein de l'équipe nationale de soccer féminin du Canada.

## Biographie

### Jeunesse
Booth naît le 24 août 1984 à Burlington, en Ontario, au Canada.

#### Université de Floride
Melanie Booth fréquente l'Université de Floride à Gainesville, en Floride, où elle joue de 2003 à 2005 pour l'équipe féminine de football des Gators de la Floride entraînée par Becky Burleigh. Engagée avec l'équipe nationale, elle ne participe pas à la saison 2006. Elle retourne en Floride en 2007 pour terminer ses études et obtient un Bachelor Degree en physiologie appliquée et kinésiologie en 2008.

### Carrière sportive

#### En club
Elle joue brièvement avec le Fury d'Ottawa. Le 11 janvier 2013, elle rejoint le Sky Blue FC dans la nouvelle National Women's Soccer League.

#### En sélection
Melanie Booth a 17 ans lorsqu'elle décroche sa première sélection avec l'équipe nationale canadienne le 1er mars 2002, à la Coupe de l'Algarve.
Elle compte 22 sélections et marque trois buts en jouant dans l'équipe nationale U-19. Elle dispute chaque minute des six matchs du Canada de la Coupe du monde féminin U-19 de 2002, où le Canada remporte la médaille d'argent. Elle termine deuxième avec le Canada à la Peace Queen Cup 2006 après une défaite 0-1 contre les États-Unis en finale. Elle termine deuxième avec son équipe de la Gold Cup de la CONCACAF de 2006 après une défaite 1–2 contre les États-Unis en finale.
Elle fait partie de l'équipe canadienne lors de la Coupe Algarve 2002 et de la Coupe nordique 2001.
Melanie Booth remporte une médaille de bronze avec le Canada au 15e tournoi panaméricain de soccer féminin en juillet 2007 à Rio de Janeiro, au Brésil. En 2007, elle fait partie de la sélection canadienne lors de la Coupe du monde féminine en Chine. Elle termine deuxième avec le Canada du tournoi de qualification olympique de la CONCACAF en 2008 (où le Canada se qualifie pour les Jeux olympiques d'été). Elle marque son premier but lors de la victoire 4-0 contre la Jamaïque.
Lors du tournoi panaméricain de soccer féminin de 2011, Melanie Booth participe à la victoire du Canada lors du match pour la médaille d'or contre les championnes en titre brésiliennes en marquant sur un penalty après la prolongation,.
Melanie Booth est sélectionnée dans l'équipe canadienne pour les Jeux olympiques de Londres de 2012, initialement en tant que remplaçante. Cependant, en raison des blessures d'Emily Zurrer et de Robyn Gayle, le lundi 30 juillet 2012, l'entraîneur l'ajoute à la liste officielle de l'équipe,. Elle reçoit sa médaille olympique de bronze sur le podium du stade de Wembley.
La joueuse prend sa retraite sportive le 13 novembre 2013.